# 24794 Курланд
24794 Курланд (24794 Kurland) — астероїд головного поясу, відкритий 20 жовтня 1993 року.
Тіссеранів параметр щодо Юпітера — 3,105.